# Helle Sparre-Viragh
Helle Sparre-Viragh (née le 30 juin 1956 à Copenhague) est une joueuse de tennis danoise, brièvement professionnelle à la fin des années 1970.
Elle a remporté un titre en double sur le circuit WTA.

## Palmarès

### Titre en simple dames
Aucun

### Finale en simple dames
Aucune

### Titre en double dames
| No | Date       | Nom et lieu du tournoi                   | Catégorie | Dotation | Surface      | Partenaire   | Finalistes                         | Score    |          |
| -- | ---------- | ---------------------------------------- | --------- | -------- | ------------ | ------------ | ---------------------------------- | -------- | -------- |
| 1  | 07-08-1978 | US Clay Court Championships Indianapolis |           | 35 000 $ | Terre (ext.) | Helen Anliot | Barbara Hallquist Sheila McInerney | 6-3, 6-1 | Parcours |

### Finale en double dames
Aucune

## Parcours en Grand Chelem

### En simple dames
| Année | Open d'Australie (janvier) | Open d'Australie (janvier) | Internationaux de France | Internationaux de France | Wimbledon      | Wimbledon      | US Open         | US Open          | Open d'Australie (décembre) | Open d'Australie (décembre) |
| ----- | -------------------------- | -------------------------- | ------------------------ | ------------------------ | -------------- | -------------- | --------------- | ---------------- | --------------------------- | --------------------------- |
| 1974  | -                          | -                          | -                        | -                        | -              | -              | 1er tour (1/32) | Lindsey Beaven   | n/a                         | n/a                         |
| 1977  | -                          | -                          | -                        | -                        | 3e tour (1/16) | Lea Antonoplis | 1er tour (1/64) | Lele Forood      | -                           | -                           |
| 1978  | n/a                        | n/a                        | 2e tour (1/16)           | Kathy May                | 3e tour (1/16) | Kerry Reid     | 1er tour (1/64) | Brigitte Cuypers | -                           | -                           |

À droite du résultat, l’ultime adversaire.

### En double dames
| Année | Open d'Australie (janvier) | Open d'Australie (janvier) | Internationaux de France    | Internationaux de France   | Wimbledon                 | Wimbledon               | US Open                      | US Open                    | Open d'Australie (décembre) | Open d'Australie (décembre) |
| ----- | -------------------------- | -------------------------- | --------------------------- | -------------------------- | ------------------------- | ----------------------- | ---------------------------- | -------------------------- | --------------------------- | --------------------------- |
| 1974  | -                          | -                          | -                           | -                          | -                         | -                       | 2e tour (1/8) Carrie Meyer   | F. Dürr Betty Stöve        | n/a                         | n/a                         |
| 1977  | -                          | -                          | -                           | -                          | -                         | -                       | 1er tour (1/32) I. Löfdahl   | Eisterlehner K. Kuykendall | -                           | -                           |
| 1978  | n/a                        | n/a                        | 1er tour (1/16) Pat Medrado | Robin Harris Beatrix Klein | 3e tour (1/8) C. Reynolds | Helen Cawley J. Russell | 2e tour (1/16) Bettina Bunge | Lele Forood R. Giscafré    | -                           | -                           |

Sous le résultat, la partenaire ; à droite, l’ultime équipe adverse.

### En double mixte
N'a jamais participé à un tableau final.

## Parcours en Coupe de la Fédération
| #                                                                          | Date       | Lieu            | Surface         | Gagnante(s)                             | Perdante(s)                             | Score    |          |
|                                                                            |            |                 |                 |                                         |                                         |          |          |
| 1974 - 1er tour (groupe mondial) - Suède - Danemark - 2 : 1                |            |                 |                 |                                         |                                         |          |          |
| 1                                                                          | 13/05/1974 | Naples          | Terre (ext.)    | Margareta Forsgardh                     | Helle Sparre-Viragh                     | 6-2, 7-5 | Parcours |
|                                                                            |            |                 |                 |                                         |                                         |          |          |
| 1975 - 1er tour (groupe mondial) - Allemagne de l'Ouest - Danemark - 2 : 0 |            |                 |                 |                                         |                                         |          |          |
| 2                                                                          | 05/05/1975 | Aix-en-Provence | Terre (ext.)    | Katja Ebbinghaus                        | Helle Sparre-Viragh                     | 7-5, 6-1 | Parcours |
|                                                                            |            |                 |                 |                                         |                                         |          |          |
| 1976 - 1er tour (groupe mondial) - Espagne - Danemark - 0 : 3              |            |                 |                 |                                         |                                         |          |          |
| 3                                                                          | 22/08/1976 | Philadelphie    | Moquette (int.) | Helle Sparre-Viragh                     | Carmen Perea-Alcala                     | 6-3, 6-2 | Parcours |
| 3                                                                          | 22/08/1976 | Philadelphie    | Moquette (int.) | Anne-Mette Sorensen Helle Sparre-Viragh | Baldovinos-Cibeira Carmen Perea-Alcala  | 7-6, 6-3 | Parcours |
|                                                                            |            |                 |                 |                                         |                                         |          |          |
| 1976 - 2e tour (groupe mondial) - Uruguay - Danemark - 1 : 2               |            |                 |                 |                                         |                                         |          |          |
| 4                                                                          | 22/08/1976 | Philadelphie    | Moquette (int.) | Fiorella Bonicelli                      | Helle Sparre-Viragh                     | 6-3, 6-3 | Parcours |
| 4                                                                          | 22/08/1976 | Philadelphie    | Moquette (int.) | Anne-Mette Sorensen Helle Sparre-Viragh | Fiorella Bonicelli Guarino de Galeazzi  | 6-3, 7-5 | Parcours |
|                                                                            |            |                 |                 |                                         |                                         |          |          |
| 1976 - 1/4 de finale (groupe mondial) - Danemark - Pays-Bas - 1 : 2        |            |                 |                 |                                         |                                         |          |          |
| 5                                                                          | 22/08/1976 | Philadelphie    | Moquette (int.) | Betty Stöve                             | Helle Sparre-Viragh                     | 6-2, 6-0 | Parcours |
| 5                                                                          | 22/08/1976 | Philadelphie    | Moquette (int.) | Betty Stöve Tine Zwaan                  | Anne-Mette Sorensen Helle Sparre-Viragh | 6-1, 6-3 | Parcours |
|                                                                            |            |                 |                 |                                         |                                         |          |          |
| 1977 - 1er tour (groupe mondial) - Grande-Bretagne - Danemark - 3 : 0      |            |                 |                 |                                         |                                         |          |          |
| 6                                                                          | 13/06/1977 | Eastbourne      | Herbe (ext.)    | Virginia Wade                           | Helle Sparre-Viragh                     | 6-4, 6-2 | Parcours |
| 6                                                                          | 13/06/1977 | Eastbourne      | Herbe (ext.)    | Sue Barker Virginia Wade                | Dorte Ekner Helle Sparre-Viragh         | 6-2, 6-2 | Parcours |
|                                                                            |            |                 |                 |                                         |                                         |          |          |
| 1978 - 1er tour (groupe mondial) - Argentine - Danemark - 2 : 1            |            |                 |                 |                                         |                                         |          |          |
| 7                                                                          | 27/11/1978 | Melbourne       |                 | Dorte Ekner Helle Sparre-Viragh         | Viviana Gonzalez Ivanna Madruga         | 9-7, 7-5 | Parcours |